# Ellie Kemper
Elizabeth Claire Kemper, dite Ellie Kemper, est une actrice américaine née le 2 mai 1980 à Kansas City (Missouri).
Elle est principalement connue pour son rôle d'Erin Hannon (en) dans la série télévisée The Office, qu'elle incarne de la cinquième saison en 2009 jusqu'à la conclusion du show en 2013. Alors qu'Erin ne devait être qu'un personnage secondaire et éphémère, sa prestation très appréciée lui vaut d'occuper un rôle de plus en plus important pour finalement s'imposer comme l'une des figures majeures des dernières saisons. Elle est également remarquée pour son rôle de Becca dans le film Mes meilleures amies en 2011.
Entre 2015 et 2020, elle a droit à son propre show avec la série humoristique Unbreakable Kimmy Schmidt, diffusée sur Netflix, dans laquelle elle incarne le rôle-titre.

## Biographie

### Jeunesse
Née à Kansas City et d'origine italienne (de son grand-père maternel) et allemande, Ellie Kemper est le deuxième des quatre enfants de Dorothy Ann (née Jannarone) et David Woods Kemper et également la petite-fille de Mildred Lane Kemper, homonyme du Mildred Lane Kemper Art Museum (en) à l'Université Washington à Saint-Louis, pour lequel sa famille a fait un don de cinq millions de dollars.
Le père d'Ellie est le président et le chef de direction de la Commerce Bancshares (en), société d'intérêts bancaires (son arrière-arrière grand-père étant le banquier William Thornton Kemper, Sr. (en), ancien président de l'entreprise). Sa sœur cadette, Carrie Kemper (en), travaille comme scénariste pour la télévision.
À l'âge de cinq ans, elle déménage à Saint-Louis. Elle fréquente la Conway School, dans la banlieue de Saint-Louis, puis fait ses études secondaires à la John Burroughs School, où elle commence à s'intéresser au théâtre et à l'improvisation comique. Un de ses professeurs est Jon Hamm, avec qui elle est apparue dans une pièce à l'école.

### Formation

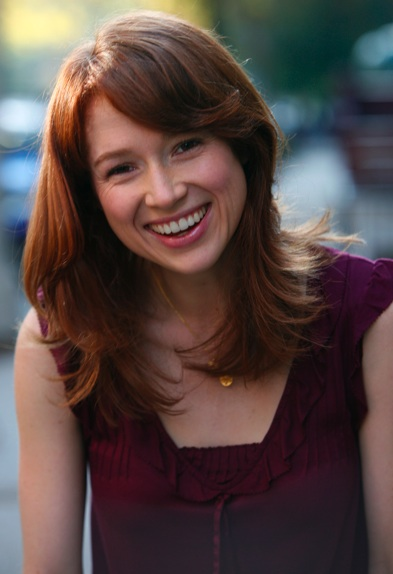
Ellie Kemper lors de sa dernière année d'études à Princeton, en 2002.

Diplômée de la John Burroughs School, en 1998, elle poursuit ses études à l'université de Princeton, où la jeune femme poursuivit son intérêt pour la comédie d'improvisation. Elle prend part à Quipfire!, groupe d'improvisation comique de renom, puis avec la Princeton Triangle Club, troupe théâtrale de comédie musicale faisant des tournées collégiales.
Elle joue également au hockey sur gazon durant la saison 1999 à Princeton et affirme qu'elle était assise sur le banc « environ 97 pour cent du temps » à l'époque. Elle quitte l'équipe, qui est allée au championnat national de sa première année, afin de se consacrer au théâtre.
Elle est diplômée de l'Université de Princeton en 2002 avec un certificat en anglais, puis étudie l'anglais à l'Université d'Oxford pendant une année.

### Vie privée
En 2011, elle se fiance avec son petit ami Michael Koman, ancien auteur de l'émission Late Night with Conan O'Brien et créateur de la série Eagleheart, diffusée sur la chaîne Adult Swim. Le couple se marie le 7 juillet 2012.
Le 13 avril 2016, elle officialise sa première grossesse dont la naissance est attendue durant la période estivale. Le 2 août 2016, elle accouche de son premier enfant, un garçon prénommé James Miller.
En 2019, ils accueillent un deuxième fils, Matthew Koman.

## Carrière

### Débuts

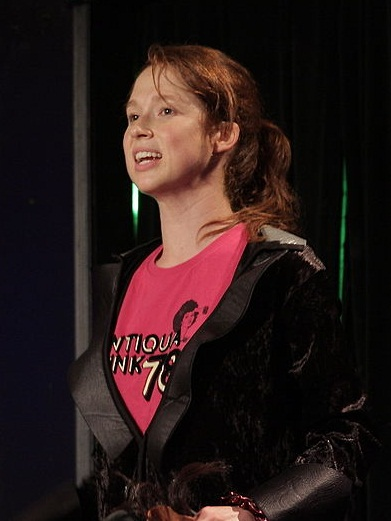
Ellie Kemper lors de son spectacle Feeling Sad/Mad With Ellie Kemper, joué au Upright Citizens Brigade Theatre, à New York (2008).

Kemper apparaît dans des sketchs comiques du Late Night with Conan O'Brien, Important Things with Demetri Martin (en)  et dans un épisode de The Gastineau Girls, émission de télé-réalité diffusée sur E! Television,. Par la suite, elle apparaît dans The P.A., diffusé sur Fuse TV.
Elle écrit également des sketches, beaucoup d'entre eux sont coécrits avec son ancien camarade de Princeton devenu son partenaire de jeu, Scott Eckert. Elle travaille pour le journal satirique de fausses nouvelles The Onion ainsi que pour McSweeney, revue littéraire fondée par Dave Eggers, et pour The Huffington Post.
En 2007, elle joue dans How to Kick People, mélange de stand-up et de performances littéraires. En mars 2008, elle écrit et joue le one-woman show Girls Dumb par le biais du Upright Citizens Brigade Theatre, suivi d'un autre spectacle Feeling Sad/Mad with Ellie Kemper, tout en participant à des sketches du site Funny or Die..., créé par Will Ferrell et Adam McKay. La même année, elle auditionne pour une place dans l'émission Saturday Night Live, diffusée sur NBC, mais n'est pas prise. En juillet 2009, elle est nommée l'une « des 10 comiques à voir » par le magazine Variety.
La jeune femme apparaît dans plusieurs publicités, notamment un spot radio pour Dunkin' Donuts, suivi d'une publicité télévisée pour KMart, où une tarentule marche sur son visage lors d'un camping. Elle participe également, en janvier 2007, à une fausse publicité pour l'iPhone dans le Late Night with Conan O'Brien, six mois avant le lancement du premier iPhone.
En août 2007, elle acquiert une certaine notoriété pour son rôle dans la vidéo humoristique Blowjob Girl, diffusée sur le site internet CollegeHumor. Durant plus de deux minutes, cette vidéo montre la comédienne jouant une jeune femme qui propose à son petit ami de lui faire une fellation. En avril 2011, la vidéo a été vue plus de 18,2 millions de fois sur YouTube et a contribué à l'écriture d'un article sur le site CollegeHumor.
Lors de son déplacement à New York, elle participe au People’s Improv Theatre et à la troupe du Upright Citizens Brigade, théâtre d'improvisation comique et de sketches, pour lequel elle apparaît dans plusieurs spectacles, incluant Death and/or Despair, Listen Kid, Gang Bang et The Improvised Mystery. À l'Upright Citizen Brigade, elle joue avec les troupes Mailer Daemon et fwand et à la People's Improv Theatre, elle joue avec la troupe Big Black Car.
En juillet 2009, elle est nommée par le magazine Variety l'une des « 10 comiques à voir ».

### Révélation télévisuelle

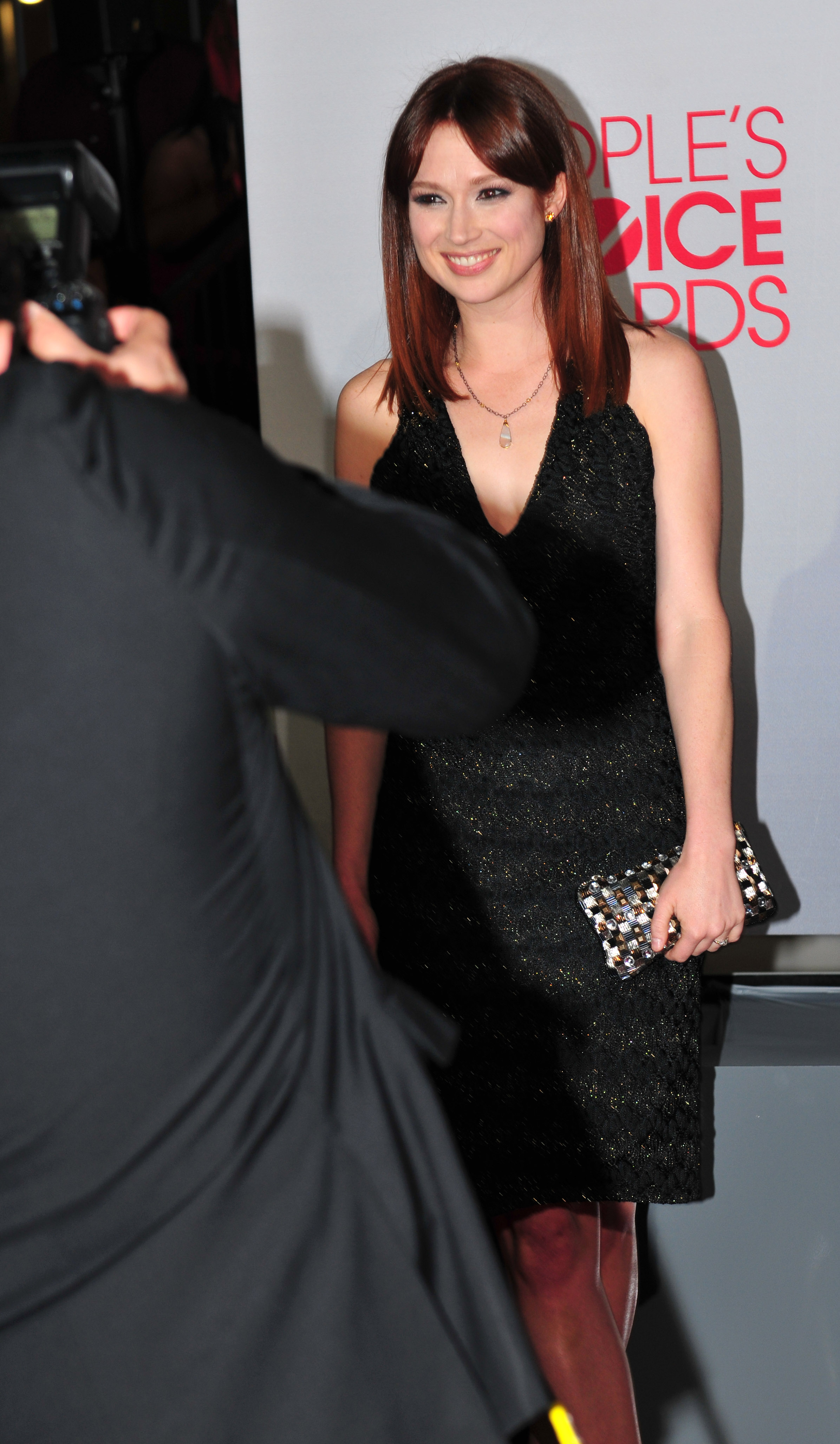
Kemper au People's Choice Awards en janvier 2012.

Elle auditionne pour la série Parks and Recreation, créée par Michael Schur et Greg Daniels, créateurs de la série The Office. Elle n'obtient pas de rôle, mais reçoit un appel pour une audition pour un rôle de figuration, celui de la nouvelle réceptionniste Erin Hannon. Elle est choisie pour incarner le personnage, qui fait ses débuts en avril 2009 ; au départ conçu comme sarcastique et caustique, les scénaristes ont changé le personnage afin de le rendre plus gai et optimiste et de ressembler à Kemper, qui décrit son personnage comme une « version exagérée » d'elle-même. Se décrivant comme une fan de The Office et ravie d'y participer, elle ne devait faire que quatre épisodes mais les producteurs, impressionnés par l'actrice, la font signer en tant que régulière à partir de la sixième saison.
Kemper reçoit des critiques positives pour sa prestation dans The Office. Alan Sepinwall, chroniqueur télé du The Star-Ledger, salue la « joie contagieuse et la douceur » qu'elle apporte à la série. Joshua Ostroff de Eye Weekly décrit le personnage d'Erin comme l'un des meilleurs nouveaux personnages de la saison 2008-2009. Andy Shaw, de TV Fodder dit qu'elle « ajoute un peu de fraîcheur à la distribution » et Josh McAuliffe, du The Times-Tribune, de Scranton (Pennsylvanie) dit qu'il aime la « personnalité attrayante et toquée d'Erin ».
De nombreux critiques l'ont décrite comme un point fort de la huitième saison de la série après le départ de Steve Carell,,,,,.
En octobre 2009, elle apparaît dans Subtle Sexuality, une web-série dérivée de The Office dédiée aux efforts déployées par Erin et Kelly Kapoor, interprétée par Mindy Kaling, à démarrer un girl group.

### Confirmation
Sa carrière cinématographique débute en 2007 avec Blind Date, suivi d'un petit rôle dans la comédie Mystery Team (en), deux ans plus tard. Il s'ensuit un second rôle dans la comédie American Trip, au côté de Jonah Hill, puis d'un autre dans la comédie dramatique Somewhere, de Sofia Coppola . Son rôle le plus notable reste celui de Becca dans Mes meilleures amies, qui a rencontré dès sa sortie en salles un important succès public et critique.
En 2012, elle est à l'affiche de l'adaptation cinématographique de la série 21 Jump Street, dans lequel elle joue aux côtés de Jonah Hill et Channing Tatum.
En 2014, elle fait quelques apparitions dans la nouvelle série de sa complice Mindy Kaling, The Mindy Project, et participe à deux longs-métrages : la comédie dramatique Girls Only, de Lynn Shelton, avec Keira Knightley, puis la comédie potache Sex Tape, de Jake Kasdan, menée par Cameron Diaz et Jason Segel.

### Tête d'affiche deUnbreakable Kimmy Schmidt
En 2015, Tina Fey lui confie le rôle principal de sa nouvelle création, une série télévisée centrée sur une jeune femme tentant de se réinsérer dans la société à la suite d'une longue période d'enfermement par une secte. De ce postulat dramatique, la scénariste tire une comédie, qui est lancée sur la plateforme Netflix en 2015, intitulée Unbreakable Kimmy Schmidt. La série est un succès critique, la performance énergique et forte d'Ellie Kemper étant particulièrement saluée.
Après quatre saisons, Unbreakable Kimmy Schmidt arrive à sa conclusion en 2020 avec un téléfilm final, Kimmy contre le révérend, dans lequel Kemper donne la réplique entre autres à Daniel Radcliffe. Cette conclusion est interactive, sur le modèle des « livres dont vous êtes le héros », avec une série de choix à réaliser pour arriver à une fin positive.

## Filmographie

### Cinéma

#### Longs métrages
- 2009 : Mystery Team de Dan Eckman : Jamie
- 2009 : Cayman West de Bobby Sheehan : La fille au bar
- 2010 : American Trip (Get Him to the Greek) de Nicholas Stoller : une exécutive de Pinnacle
- 2010 : Somewhere de Sofia Coppola : Claire
- 2011 : Mes meilleures amies (Bridesmaids) de Paul Feig : Becca
- 2011 : Home for Actresses  : Ellie
- 2012 : 21 Jump Street de Phil Lord et Chris Miller : Mme Griggs
- 2013 : Arnaque à la carte (Identity Thief) de Seth Gordon : la serveuse du truck-stop
- 2013 : M. Peabody et Sherman : Les Voyages dans le temps (Mr. Peabody and Sherman) de Rob Minkoff : Paula Peterson (voix)
- 2014 : Girls Only (Laggies) de Lynn Shelton : Allison
- 2014 : Sex Tape de Jake Kasdan : Tess
- 2016 : Comme des bêtes (The Secret Life of Pets) de Chris Renaud et Yarrow Cheney : Katie (voix)
- 2017 : Lego Batman, le film (The Lego Batman Movie) de Chris McKay : Phillys (voix)
- 2017 : Les Schtroumpfs et le village perdu (Smurfs : The Lost Village) de Kelly Asbury : Bouton d'or / Schtroumpf Épanouie (voix)
- 2019 : Comme des bêtes 2 (The Secret Life of Pets 2) de Chris Renaud : Katie (voix)
- 2020 : Le Beau Rôle (The Stand-In) de Jamie Babbit : Jenna Jones
- 2021 : Maman, j'ai raté l'avion! (ça recommence) (Home Sweet Home Alone) de Dan Mazer : Pam McKenzie
- 2023 : Le bonheur pour les débutants (Happiness for beginners) de Vicky Wight : Hélène

#### Courts métrages
- 2007 : Blind Date de Sherng-Lee Huang : La femme
- 2012 : Rich Girl Problems d'Emily Halpern : Lucretia
- 2014 : The Nobodies de Greg Bratman et Dusty Brown : Julie

### Télévision

#### Séries télévisées
- 2009 - 2010 : Important Things with Demetri Martin : Felicia /  Allison
- 2009 - 2013 : The Office : Erin Hannon
- 2012 : NTSF:SD:SUV : Fitzpatrick
- 2012 - 2013 : The Mindy Project : Heather
- 2013 - 2018 : Princesse Sofia (Sofia the First) : Crakle (voix)
- 2014 : American Dad! : Jenna (voix)
- 2014 : TripTank : Une sans-abri (voix)
- 2015 : Drunk History : Nellie Bly
- 2015 : Animals. : La Princesse (voix)
- 2015 / 2017 - 2018 : Ours pour un et un pour t'ours (We Bare Bears) : Lucy (voix)
- 2015 - 2019 : Unbreakable Kimmy Schmidt : Kimmy Schmidt
- 2019 : You're Not a Monster : Elsa Brenner (voix)
- 2021 : Les Simpson (The Simpsons) : Mary (voix)

#### Téléfilm
- 2020 : We Bare Bears : The Movie de Daniel Chong : Lucy (voix)
- 2020 : Unbreakable Kimmy Schmidt : Kimmy contre le révérend de Claire Scanlon : Kimmy Schmidt

## Distinctions
Sauf indication contraire ou complémentaire, les informations mentionnées dans cette section proviennent de la base de données IMDb.

### Récompenses
- 2012 : MTV Movie & TV Awards : Meilleure distribution pour Mes meilleures amies
- 2016 : Gracie Allen Awards : Meilleure actrice dans une série télévisée comique ou musicale pour Unbreakable Kimmy Schmidt

### Nominations
- 2010 : Festival de télévision de Monte-Carlo : Meilleure actrice dans une série télévisée comique pour The Office
- 2010 : Screen Actors Guild Awards : Meilleure distribution pour une série télévisée comique pour The Office
- 2011 : Phoenix Film Critics Society Awards : Meilleure distribution pour Mes meilleures amies
- 2011 : Screen Actors Guild Awards : Meilleure distribution pour une série télévisée comique pour The Office
- 2012 : Central Ohio Film Critics Association Awards : Meilleure distribution pour Mes meilleures amies
- 2012 : Gold Derby Awards : Meilleure distribution pour Mes meilleures amies
- 2012 : Screen Actors Guild Awards :
  - Meilleure distribution pour une série télévisée comique pour The Office
  - Meilleure distribution pour Mes meilleures amies
- 2013 : Screen Actors Guild Awards : Meilleure distribution pour une série télévisée comique pour The Office
- 2015 : Gold Derby Awards :
  - Meilleure actrice dans une série télévisée comique pour Unbreakable Kimmy Schmidt
  - Révélation de l'année
- 2016 : Critics' Choice Television Awards : Meilleure actrice dans un second rôle dans une série télévisée comique pour Unbreakable Kimmy Schmidt
- 2016 : Primetime Emmy Awards : Meilleure actrice dans une série télévisée comique pour Unbreakable Kimmy Schmidt
- 2016 : Gold Derby Awards : Meilleure actrice dans une série télévisée comique pour Unbreakable Kimmy Schmidt
- 2016 : Online Film & Television Association : Meilleure actrice dans une série télévisée comique pour Unbreakable Kimmy Schmidt
- 2016 : Satellite Awards : Meilleure actrice dans une série télévisée musicale ou comique pour Unbreakable Kimmy Schmidt
- 2016 : Screen Actors Guild Awards : Meilleure actrice dans une série télévisée comique pour Unbreakable Kimmy Schmidt
- 2016 : Primetime Emmy Awards : Meilleure actrice dans une série télévisée comique pour Unbreakable Kimmy Schmidt
- 2017 : Gold Derby Awards : Meilleure actrice dans une série télévisée comique pour Unbreakable Kimmy Schmidt
- 2017 : Screen Actors Guild Awards : Meilleure actrice dans une série télévisée comique pour Unbreakable Kimmy Schmidt

## Voix françaises
En France, Laëtitia Godès est la voix régulière d'Ellie Kemper. Lydia Cherton et Magali Rosenzweig l'ont également doublée à deux reprises chacune.